# Shelley Hennig
Shelley Hennig (New Orleans, 1987. január 2. –) amerikai színésznő és modell. 
A 2004-es Miss Teen USA szépségverseny győztese. Egy Teen Choice Awards díj birtokosa, valamint kétszer jelölték Daytime Emmy-díjra.
Első komolyabb szerepét az Ármány és szenvedély című szappanoperában kapta, majd a The Secret Circle című fantasysorozat főszereplője lett. Az Ouija (2014) című horrorfilmben és A jogdoktor (2017) című filmdrámában is szerepelt.

## Élete és pályafutása
A louisianai Metairie-ben született, Cathy Distefano Gosset és Glenn H. Hennig Sr. lányaként. A louisianai St. Rose-ban élt, majd később az államon belül Destrehanba költözött. 
Három évvel azelőtt, hogy megnyerte a Miss Teen USA címet, egyik bátyja egy ittas sofőr által okozott balesetben halt meg.

## Közéleti tevékenysége
Rendszeresen felszólal a fiatalkorúak alkoholfogyasztása ellen. A louisianai Council on Alcohol and Drug Abuse nevű nonprofit szervezetnél is dolgozott, ahol kortársait és más fiatalokat mentorált a kábítószer- és alkoholfogyasztás hatásairól és következményeiről.

## Filmográfia

### Film
| Év   | Magyar cím         | Eredeti cím           | Szerep         | Magyar hang  |
| ---- | ------------------ | --------------------- | -------------- | ------------ |
| 2014 | Ouija              | Ouija                 | Debbie Galardi | Lamboni Anna |
| 2014 | Ismerős törlése    | Unfriended            | Blaire Lily    | Lamboni Anna |
| 2015 |                    | About Scout           | Melinda Riley  |              |
| 2016 |                    | Summer of 8           | Lily Hunter    |              |
| 2017 | A jogdoktor        | Roman J. Israel, Esq. | Olivia Reed    |              |
| 2018 |                    | When We First Met     | Carrie Grey    |              |
| 2018 |                    | The After Party       | Alicia Levine  |              |
| 2022 |                    | Gatlopp               | Alice          |              |
| 2023 |                    | Teen Wolf: The Movie  | Malia Tate     |              |
| 2023 |                    | The List              | Sam            |              |
| 2024 | Elvetemült gyilkos | Cult Killer           | Jamie Douglas  |              |

### Televízió
| Év        | Magyar cím                                                      | Eredeti cím                                                          | Szerep                         | Megjegyzések                                                  |
| --------- | --------------------------------------------------------------- | -------------------------------------------------------------------- | ------------------------------ | ------------------------------------------------------------- |
| 2004      |                                                                 | Passions                                                             | szobalány                      | 2 epizód                                                      |
| 2007–2017 | Ármány és szenvedély                                            | Days of Our Lives                                                    | Stephanie Johnson              | állandó szereplő                                              |
| 2011–2012 |                                                                 | The Secret Circle                                                    | Diana Meade                    | főszereplő                                                    |
| 2012      |                                                                 | Friend Me                                                            | Isabelle                       | 1 epizód                                                      |
| 2013      | A törvény embere                                                | Justified                                                            | Jackie Nevada                  | 1 epizód                                                      |
| 2013      |                                                                 | Zach Stone Is Gonna Be Famous                                        | Christy Ackerman               | minisorozat (4 epizód)                                        |
| 2014      | Zsaruvér                                                        | Blue Bloods                                                          | Maya Lawman                    | 1 epizód                                                      |
| 2014      | Barátaim jobb élete                                             | Friends with Better Lives                                            | Molly James                    | 1 epizód                                                      |
| 2014–2017 | Teen Wolf – Farkasbőrben                                        | Teen Wolf                                                            | Malia Tate                     | visszatérő szerep (3. évad) főszerep (4–6. évad)              |
| 2018      |                                                                 | Liberty Crossing                                                     | Carly Ambrose                  | főszereplő                                                    |
| 2018      |                                                                 | False Profits                                                        | Hilary Jenkle                  | tévéfilm                                                      |
| 2019      |                                                                 | Dollface                                                             | Ramona                         | 3 epizód                                                      |
| 2021      |                                                                 | Mythic Quest                                                         | A.E. Goldsmith / Ginny         | 2 epizód                                                      |
| 2022      | Nő a házban szemben az utca másik oldalán a lánnyal az ablakban | The Woman in the House Across the Street from the Girl in the Window | Lisa Maines / Chastity Linkous | minisorozat (6 epizód)                                        |
| 2023      | Totál KO                                                        | Obliterated                                                          | Ava Winters                    | - főszereplő (8 epizód) - magyar hangja: - Bogdányi Titanilla |